# Gare d'Hérinnes-Warcoing
Ne doit pas être confondu avec la gare d'Hérinnes (en néerlandais : Herne).
La gare de Hérinnes-Warcoing est une ancienne gare ferroviaire belge de la ligne 87, de Bassilly à Renaix et Tournai située à Hérinnes et à proximité de Warcoing, deux anciennes communes rattachées à celle de Pecq, en région wallonne dans la province de Hainaut.
Elle est mise en service en 1882 par les Chemins de fer de l’État belge et ferme en 1950 aux voyageurs. Cette section de la ligne est déclassée en 1959 et le bâtiment des voyageurs est devenu une habitation.

## Situation ferroviaire
Établie à 19 m d'altitude, la gare d'Hérinnes-Warcoing était implantée au point kilométrique (PK) 11.3 de la ligne 87, de Bassilly à Tournai (PK 0.0 en gare de Tournai), entre les gares fermées de Pottes et de Pecq.

## Histoire
La station de Hérinnes-Warcoing est mise en service le 5 juin 1882 par l’Administration des chemins de fer de l’État belge (future SNCB) qui inaugure le même jour la section de Y Mont-de-l'Enclus à Pecq de la ligne de Renaix à Tournai sur l'ancienne concession du chemin de fer d'Anvers à Tournai vers Douai.
Les trains de voyageurs entre Tournai et Renaix cèdent la place aux bus vers octobre 1950, causant la fermeture des gares entre Kain et la bifurcation de Mont-de-l'Enclus. Plus aucun train de marchandises ne parcourant cette section, elle est déclassée en 1959 et les rails sont retirés.

## Patrimoine ferroviaire
Lors de l'ouverture de la ligne, Hérinnes-Warcoing est dotée d'un bâtiment des recettes du type standard en vigueur à l'époque, du plan type 1873. Similaire à ceux des gares de Pecq et Celles-Escaneffles, disparus depuis, il comporte une aile de quatre travées à gauche du corps de logis.
Celui de l'ancienne gare de Hérinnes-Warcoing sert d'habitation.